# 道格·比尔
道格·比尔（英語：Doug Beal，1947年3月4日—），美国排球运动员、教练。他曾带领美国男子国家队参加1984年、2000年和2004年夏季奥林匹克运动会排球比赛，其中队伍在1984年奥运会上获得金牌。